# Caturanom
Caturanom is een bestuurslaag in het regentschap Temanggung van de provincie Midden-Java, Indonesië. Caturanom telt 2015 inwoners (volkstelling 2010).